# Дорфхемніц
Дорфхемніц (нім. Dorfchemnitz) — громада в Німеччині, розташована в землі Саксонія. Входить до складу району Середня Саксонія. Складова частина об'єднання громад Зайда.
Площа — 29,53 км2. Населення становить 1536 ос. (станом на 31 грудня 2020).